# 科尔维特
科尔维特是葡萄牙布拉加区的一个堂区。总面积1.84平方公里，总人口883人，人口密度479.9人/平方公里。